# Kabinet-Johnson I

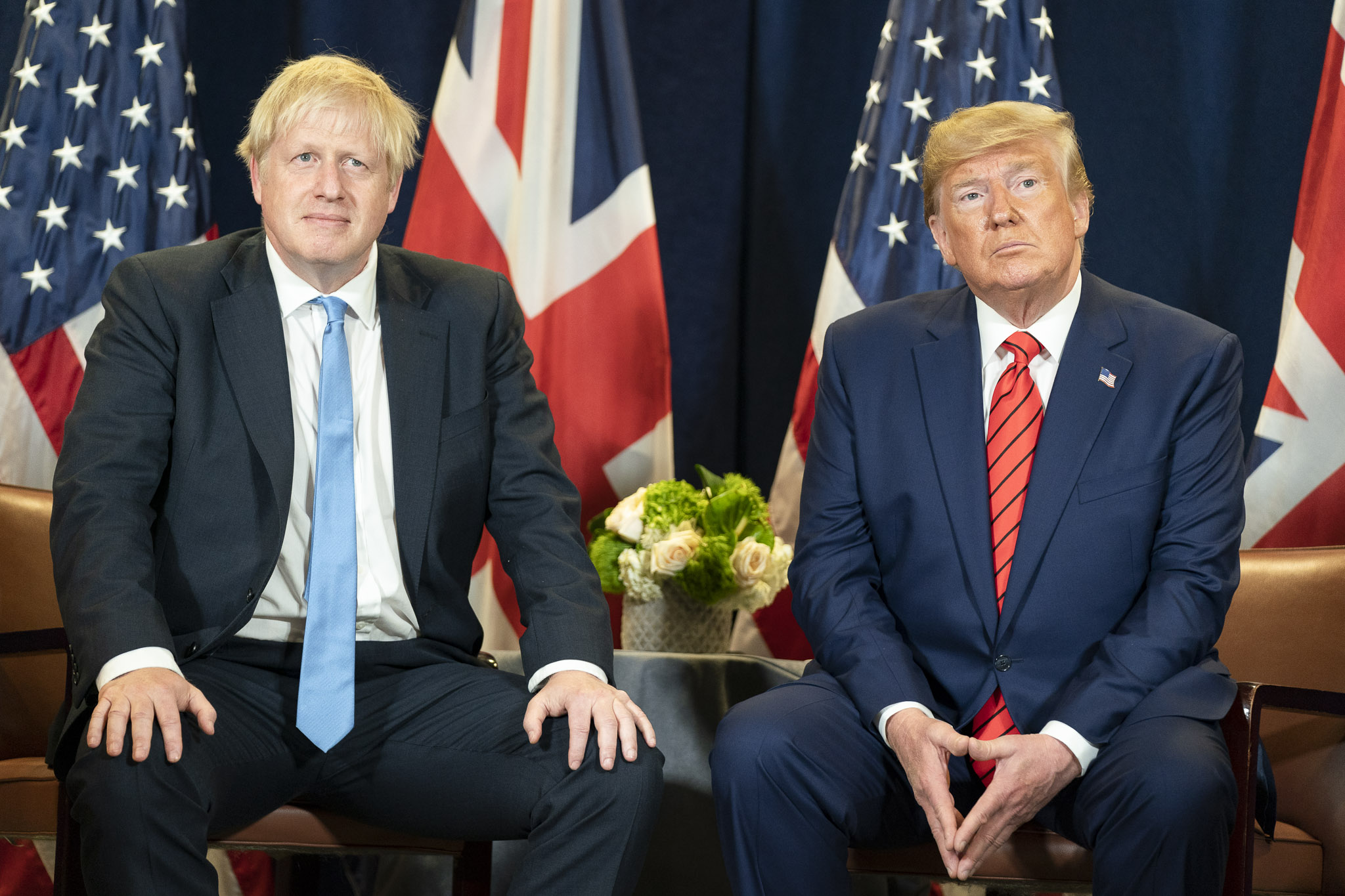
Premier Boris Johnson en president van de Verenigde Staten Donald Trump bij de Verenigde Naties in New York op 24 september 2019.

Het kabinet-Johnson I was de uitvoerende macht van de Britse overheid van 24 juli tot 16 december 2019. Het kabinet werd gevormd door de Conservative Party na het aftreden van premier Theresa May met Boris Johnson, de nieuwe partijleider van de Conservative Party, als haar opvolger als premier.
Johnson erfde van zijn voorgangster een minderheidsregering, die in het Lagerhuis gesteund werd door de Noord-Ierse DUP. De Britse politiek werd tijdens Johnsons eerste premierschap geheel gedomineerd door de behandeling van het Brexit-proces, die tot een parlementaire impasse leidde. In september 2019 werden 21 conservatieve parlementariërs uit de fractie gezet, waardoor de werkbare meerderheid van het kabinet verloren ging. Op 31 oktober 2019 wist Johnson steun te krijgen voor het uitschrijven van nieuwe verkiezingen, die op 12 december 2019 plaatsvonden. De Conservatieve Partij wist een meerderheid te veroveren, wat leidde tot het vormen van het kabinet-Johnson II.

## Samenstelling
| Ambtsbekleder                                                           | Ambtsbekleder    | Ambtsbekleder                                      | Functie(s)                                                                   | Ambtstermijn     | Ambtstermijn      | Partij             |
| ----------------------------------------------------------------------- | ---------------- | -------------------------------------------------- | ---------------------------------------------------------------------------- | ---------------- | ----------------- | ------------------ |
|                                                                         | Boris Johnson    | Boris Johnson (1964)                               | Premier                                                                      | 24 juli 2019     | 6 september 2022  | Conservative Party |
|                                                                         | Dominic Raab     | Dominic Raab (1974)                                | First Secretary of State                                                     | 24 juli 2019     | 6 september 2022  | Conservative Party |
| Minister van Buitenlandse Zaken                                         | Dominic Raab     | Dominic Raab (1974)                                |                                                                              | 24 juli 2019     | 6 september 2022  | Conservative Party |
|                                                                         | Sajid Javid      | Sajid Javid (1969)                                 | Minister van Financiën                                                       | 24 juli 2019     | 13 februari 2020  | Conservative Party |
|                                                                         | Priti Patel      | Priti Patel (1972)                                 | Minister van Binnenlandse Zaken                                              | 24 juli 2019     | 6 september 2022  | Conservative Party |
|                                                                         | Robert Buckland  | Robert Buckland (1968)                             | Minister van Justitie                                                        | 24 juli 2019     | 6 september 2022  | Conservative Party |
| Lord Chancellor                                                         | Robert Buckland  | Robert Buckland (1968)                             |                                                                              | 24 juli 2019     | 6 september 2022  | Conservative Party |
|                                                                         | Natalie Evans    | Baroness Evans van Bowes Park Natalie Evans (1975) | Lord Privy Seal                                                              | 13 juli 2016     | 6 september 2022  | Conservative Party |
| Leader of the House of Lords                                            | Natalie Evans    | Baroness Evans van Bowes Park Natalie Evans (1975) |                                                                              | 13 juli 2016     | 6 september 2022  | Conservative Party |
|                                                                         | Andrea Leadsom   | Andrea Leadsom (1963)                              | Minister van Economische Zaken                                               | 24 juli 2019     | 13 februari 2020  | Conservative Party |
|                                                                         | Ben Wallace      | Ben Wallace (1970)                                 | Minister van Defensie                                                        | 24 juli 2019     | 6 september 2022  | Conservative Party |
|                                                                         | Matt Hancock     | Matt Hancock (1976)                                | Minister van Volksgezondheid                                                 | 9 juli 2018      | 6 september 2022  | Conservative Party |
|                                                                         | Amber Rudd       | Amber Rudd (1963)                                  | Minister van Arbeid en Pensioenen                                            | 16 november 2018 | 8 september 2019  | Conservative Party |
| Minister voor Vrouwen en Gelijkheid                                     | Amber Rudd       | Amber Rudd (1963)                                  | 24 juli 2019                                                                 |                  | 8 september 2019  | Conservative Party |
|                                                                         | Thérèse Coffey   | dr. Thérèse Coffey (1971)                          | Minister van Arbeid en Pensioenen                                            | 8 september 2019 | 6 september 2022  | Conservative Party |
|                                                                         | Gavin Williamson | Gavin Williamson (1976)                            | Minister van Onderwijs                                                       | 24 juli 2019     | 6 september 2022  | Conservative Party |
|                                                                         | Grant Shapps     | Grant Shapps (1968)                                | Minister van Transport                                                       | 24 juli 2019     | 6 september 2022  | Conservative Party |
|                                                                         | Robert Jenrick   | Robert Jenrick (1982)                              | Minister van Huisvesting, Wijken en Lokale Zaken                             | 24 juli 2019     | 6 september 2022  | Conservative Party |
|                                                                         | Theresa Villiers | Theresa Villiers (1968)                            | Minister van Milieu, Voedselvoorziening en Agrarisch Zaken                   | 24 juli 2019     | 6 september 2022  | Conservative Party |
|                                                                         | Nicky Morgan     | Nicky Morgan (1972)                                | Minister van Digitale Zaken, Cultuur, Media en Sport                         | 24 juli 2019     | 13 februari 2020  | Conservative Party |
|                                                                         | Michael Gove     | Michael Gove (1967)                                | Kanselier van het Hertogdom Lancaster                                        | 24 juli 2019     | 6 september 2022  | Conservative Party |
|                                                                         | Stephen Barclay  | Stephen Barclay (1972)                             | Minister voor Vertrek uit de Europese Unie                                   | 15 november 2018 | 31 januari 2020   | Conservative Party |
|                                                                         | Liz Truss        | Liz Truss (1975)                                   | Minister voor Internationale Handel                                          | 24 juli 2019     | 6 september 2022  | Conservative Party |
| Minister voor Vrouwen en Gelijkheid                                     | Liz Truss        | Liz Truss (1975)                                   | 8 september 2019                                                             |                  | 6 september 2022  | Conservative Party |
|                                                                         | Alister Jack     | Alister Jack (1963)                                | Minister voor Schotland                                                      | 24 juli 2019     | 6 september 2022  | Conservative Party |
|                                                                         | Alun Cairns      | Alun Cairns (1970)                                 | Minister voor Wales                                                          | 19 maart 2016    | 6 november 2019   | Conservative Party |
|                                                                         |                  |                                                    | Minister voor Wales                                                          | Vacant           |                   |                    |
|                                                                         | Simon Hart       | Simon Hart (1963)                                  | Minister voor Wales                                                          | 16 december 2019 | 6 september 2022  | Conservative Party |
|                                                                         | Julian Smith     | Julian Smith (1971)                                | Minister voor Noord-Ierland                                                  | 24 juli 2019     | 13 februari 2020  | Conservative Party |
|                                                                         | Alok Sharma      | Alok Sharma (1967)                                 | Minister voor Ontwikkelingshulp                                              | 24 juli 2019     | 13 februari 2020  | Conservative Party |
|                                                                         | James Cleverly   | James Cleverly (1969)                              | Minister zonder portefeuille (Partijvoorzitter)                              | 24 juli 2019     | 13 februari 2020  | Conservative Party |
| Formeel geen leden van het kabinet, maar woonde kabinetsvergadering bij |                  |                                                    |                                                                              |                  |                   |                    |
| Ambtsbekleder                                                           | Ambtsbekleder    | Ambtsbekleder                                      | Functie                                                                      | Ambtstermijn     | Ambtstermijn      | Partij             |
|                                                                         | Jacob Rees-Mogg  | Jacob Rees-Mogg (1969)                             | Lord President of the Council                                                | 24 juli 2019     | 6 september 2022  | Conservative Party |
| Leader of the House of Commons                                          | Jacob Rees-Mogg  | Jacob Rees-Mogg (1969)                             |                                                                              | 24 juli 2019     | 6 september 2022  | Conservative Party |
|                                                                         | Oliver Dowden    | Oliver Dowden (1978)                               | Minister voor Kabinetszaken                                                  | 24 juli 2019     | 13 februari 2020  | Conservative Party |
| Thesaurier-generaal                                                     | Oliver Dowden    | Oliver Dowden (1978)                               |                                                                              | 24 juli 2019     | 13 februari 2020  | Conservative Party |
|                                                                         | Rishi Sunak      | Rishi Sunak (1975)                                 | Onderminister voor Financiën                                                 | 24 juli 2019     | 13 februari 2020  | Conservative Party |
|                                                                         | Brandon Lewis    | Brandon Lewis (1971)                               | Onderminister voor Veiligheidsdiensten                                       | 24 juli 2019     | 13 december 2019  | Conservative Party |
| Onderminister voor Vertrek uit de Europese Unie                         | Brandon Lewis    | Brandon Lewis (1971)                               |                                                                              | 24 juli 2019     | 13 december 2019  | Conservative Party |
|                                                                         | Kwasi Kwarteng   | Kwasi Kwarteng (1975)                              | Onderminister voor Economische Zaken en Energie                              | 24 juli 2019     | 6 september 2022  | Conservative Party |
|                                                                         | Jo Johnson       | Jo Johnson (1971)                                  | Onderminister voor Wetenschappelijk Onderwijs                                | 24 juli 2019     | 10 september 2019 | Conservative Party |
|                                                                         | Esther McVey     | Esther McVey (1967)                                | Onderminister voor Huisvesting                                               | 24 juli 2019     | 13 december 2019  | Conservative Party |
|                                                                         | Jake Berry       | Jake Berry (1978)                                  | Onderminister voor Lokale Zaken                                              | 11 juni 2017     | 13 december 2019  | Conservative Party |
|                                                                         | Zac Goldsmith    | Zac Goldsmith (1975)                               | Onderminister voor Milieu                                                    | 24 juli 2019     | 13 december 2019  | Conservative Party |
| Onderminister voor Ontwikkelingshulp                                    | Zac Goldsmith    | Zac Goldsmith (1975)                               |                                                                              | 24 juli 2019     | 13 december 2019  | Conservative Party |
|                                                                         | Geoffrey Cox     | Geoffrey Cox (1960)                                | Advocaat-generaal                                                            | 9 juli 2018      | 13 februari 2020  | Conservative Party |
|                                                                         | Mark Spencer     | Mark Spencer (1970)                                | Onderstaatssecretaris voor Financiën Parliamentary Secretary to the Treasury | 24 juli 2019     | 6 september 2022  | Conservative Party |
| Chief Whip in het Lagerhuis                                             | Mark Spencer     | Mark Spencer (1970)                                |                                                                              | 24 juli 2019     | 6 september 2022  | Conservative Party |

Russell I ·
Smith-Stanley I ·
Hamilton-Gordon ·
Temple I ·
Smith-Stanley II ·
Temple II ·
Russell II ·
Smith-Stanley III ·
Disraeli I ·
Gladstone I ·
Disraeli II ·
Gladstone II ·
Gascoyne-Cecil I ·
Gladstone III ·
Gascoyne-Cecil II ·
Gladstone IV ·
Primrose ·
Gascoyne-Cecil III ·
Gascoyne-Cecil IV ·
Balfour ·
Campbell-Bannerman ·
Asquith I ·
Asquith II ·
Asquith III ·
Asquith IV ·
Lloyd George I ·
Lloyd George II ·
Law ·
Baldwin I ·
MacDonald I ·
Baldwin II ·
MacDonald II ·
MacDonald III ·
MacDonald IV ·
Baldwin III ·
Chamberlain I ·
Chamberlain II ·
Churchill I ·
Churchill II ·
Attlee I ·
Attlee II ·
Churchill III ·
Eden ·
Macmillan I ·
Macmillan II ·
Douglas-Home ·
Wilson I ·
Wilson II ·
Heath ·
Wilson III ·
Callaghan ·
Thatcher I ·
Thatcher II ·
Thatcher III ·
Major I ·
Major II ·
Blair I ·
Blair II ·
Blair III ·
Brown ·
Cameron I ·
Cameron II ·
May I ·
May II ·
Johnson I ·
Johnson II ·
Truss ·
Sunak ·
Starmer